# Barbie i Nötknäpparen
Barbie i Nötknäpparen är en animerad film från 2001 med dockan Barbie.

## Handling
Barbie i Nötknäpparen handlar om Clara som får en nötknäppare i julklapp. På natten vaknar nötknäpparen till liv för att slåss mot Råttkungen och av en förtrollning krymper Clara. Tillsammans med nötknäpparen och några fler skall Clara hitta Prinsessan Sockersöt som är den enda som kan kämpa mot Råttkungen, men Prinsessan Sockersöt visar sig vara Clara själv. Kommer hon att kunna vinna över onda kungen? 

## Rollista
| Kelly Sheridan    | – Barbie                   |
| Kirby Morrow      | – Nutcracker               |
| Tim Curry         | – Mouse King               |
| Peter Kelamis     | – Pimm                     |
| Christopher Gaze  | – Major Mint               |
| Ian James Corlett | – Captain Candy            |
| French Tickner    | – Grandfather Drosselmayer |
| Kathleen Barr     | – Aunt Drosselmayer / Owl  |

### Svenska röster
| Annika Rynger      | – Barbie                   |
| Peter Gröning      | – Nutcracker               |
| Adam Fietz         | – Mouse King               |
| Elisabet Edgren    | – Aunt Drosselmeyer / Owl  |
| Guy de la Berg     | – Grandfather Drosselmeyer |
| Evelina Sjöström   | – Kelly                    |
| Jennie Jahns       | – Fairies                  |
| Niels Pettersson   | – Tommy                    |
| Kristian Ståhlgren | – Pimm                     |
| Guy de la Berg     | – Major Mint               |
| Kristian Ståhlgren | – Captain Candy            |
| Niels Pettersson   | – Gingerbread Boy          |
| Evelina Sjöström   | – Peppermint Girl          |

### Övriga röster
- Mikael Roupé
- Evelina Sjöström
- Elisabet Edgren

Dubbnings studio: Sun Studio Sverige
Regi: Sharon Dyall
Översättning: Robert Cronholt/Medieværket 
Indspelningstekniker: Lawrence Mackrory
Mixtekniker: Diresh Mirchandani
Produktionskoordinator: Anne Kennedy
Producent: Svend Christiansen & Sun Studio 